# Згорња Пристава (Словенске Коњице)
Згорња Пристава (словен. Zgornja Pristava) је насељено место у општини Словенске Коњице, Савињска регија, Словенија.

## Историја
До територијалне реорганизације у Словенији била је у саставу старе општине Словенске Коњице.

## Становништво
У попису становништва из 2011. године, Згорња Пристава је имала 135 становника.
| Број становника према пописима | Број становника према пописима | Број становника према пописима |
| ------------------------------ | ------------------------------ | ------------------------------ |
| 1991                           | 2002                           | 2011                           |
| 128                            | 115                            | 135                            |

Напомена: Године 1980. умањено за део насеља који је припојен насељу Словенске Коњице. Године 2004. и 2013. године. извршене су мање размене територија између насеља Словенске Коњице и Згорња Пристава.